# Sara Lidman
Sara Adéla Lidman (Missenträsk, 30 dicembre 1923 – Umeå, 17 giugno 2004) è stata una scrittrice svedese.  Il suo debutto come scrittrice è avvenuto nel 1953 con il romanzo Tjärdalen, ed è stata una delle maggiori scrittrici-proletarie svedesi del Novecento. Dal 1955 al 1963 è stata membro della Samfundet De Nio.

## Biografia
Nata nel 1923, è cresciuta in una piccola fattoria a Missenträsk, nel Västerbotten. Durante un suo ricovero in gioventù, ebbe il suo primo contatto con i libri, che la portò a ottenere il diploma di seconda media per corrispondenza. Dopo aver completato i suoi studi da privatista, e aver svolto diversi lavori, iniziò a studiare presso l’Università di Uppsala, dove ottenne la laurea in filosofia nel 1949. Secondo un articolo dello Svenska Dagbladet, la Lidman si sposò con il medico e professore di radiologia Gösta Skarby (1907 – 2003) quando uscì il suo primo libro, Tjärdalen, nel 1953. Nel corso degli anni cinquanta ebbe, inoltre, una relazione duratura con lo scrittore, e collega, Ivar Lo-Johansson.
Negli anni 1960 – 1961 la Lidman ha vissuto in Sudafrica dove ha incontrato il futuro Premio Nobel Nadin Gordimer. A Johannesburg ha vissuto l’esperienza dell’Apartheid che l’ha inspirata per il suo libro successivo Jag och min son, del 1961. A causa dell’associazione con la fazione di opposizione nera, di Peter Nthite (1929 – 2010), è stata perseguitata per crimini contro la pubblica morale Sudafricana ed è stata minacciata con una lunga pena detentiva. La persecuzione cessò dopo le pressioni da parte del Segretario generale delle Nazioni Unite, lo svedese Dag Hammarskjöld, il quale decise di far andare via la Lidman dal Sudafrica per non farla tornare mai più.
La Lidman si unì alle proteste contro la bomba atomica, l’Apartheid e la Guerra in Vietnam. A metà degli anni Settanta, tornò a Missenträsk, il suo paese natale, e scrisse, tra le tante cose, una serie di romanzi sulla modernità e la colonizzazione del Norrland.
Nel 2009 è stata dedicata una via alla Lidman, nel quartiere Kungsholmen di Stoccolma. Successivamente, nel 2015, nel quartiere Norrböle di Skellefteå dove Sara Lidman è cresciuta, la via Anna-Stavas e il quartiere Hjortronlandet prendono il nome dalle sue opere.

## Attività letteraria
Sara Lidman è stata una delle più importanti scrittrici del Novecento. In ambito narrativo, ha utilizzato uno stile di scrittura proprio, caratterizzato da una prosa poetica che unisce la lingua biblica a quella dialettale, quella semplice a quella comica, quella trascendentale a quella comune. Questa rivoluzione linguistica la accompagnerà dal suo debutto, nel 1953, fino all'importante raccolta di cinque volumi Jernbaneeposet (1975 – 1985). In ambito politico è conosciuta per il suo fervore durante la Guerra in Vietnam, in cui ha svolto un ruolo cruciale riguardo all’opinione politica. Ma il suo impegno politico ha riguardato sia il dibattito riguardo alle armi nucleari in Svezia (1958 – 1959), sia la Guerra in Iraq nel 2003, coinvolgendo anche tutte le ingiustizie e gli orrori, come: il Colonialismo, l’Apartheid, la pornografia, la politica ambientale, l’inquinamento e le condizioni dei lavoratori. Come commentatrice e agitatrice ha utilizzato una lingua composta raramente da oggettività, forza emotiva, rapidità e flessibilità. Riguardo ad uno dei suoi libri di dibattito, Karl Vannberg ha scritto: “E questo in ultima istanza si attenua: la purezza della volontà, che in lei, in maniera unica, si unisce al calore, la preghiera e l’affinità.
I romanzi pubblicati da Sara Lidman sono venti in tutto. I primi quattro sono ambientati nel Västerbotten, durante i primi anni del Novecento, e hanno come sfondo la sua creazione X-träsk, un villaggio in una palude. Il suo romanzo di debutto, Tjärdalen, fece un record di vendite che durò fino al 1976, tanto da essere uno dei migliori romanzi di debutto svedesi. La professoressa di letteratura Annelie Bränström Öhman l’ha descritto come: “Un romanzo generazionale, per quella zona rurale di un tempo, specialmente per i giovani di quelle zone a nord scarsamente popolate”. Durante l’autunno del 2016, la compagnia teatrale del Riksteatern fece una tournée per tutto il Paese, portando sul palco una versione musicale del romanzo Tjärdalen.
Con Jernbanesviten (1975 – 1985) – una serie di romanzi che descrive l’arrivo della modernità in una zona rurale del nord della Svezia – la Lindman venne descritta come una delle maggiori scrittrici svedesi. Jernbanesviten è composta da cinque romanzi: Din tjänare hör, Vredens barn, Nabots sten, Den underbare mannen e Järnkronan (come continuazioni autonome ai racconti rientrano Lifsens e Oskuldens minut). Il protagonista dei romanzi è Didrik Mårtensson, figlio di un contadino con la passione per i treni – egli pensa siano il mezzo per non essere più isolati – il quale diventerà presidente della parrocchia e uno dei capi della regione. Egli viene preso in trappola dalle forze capitalistiche, accusato di appropriazione indebita, tanto da venire imprigionato. Ironia della sorte, viene mandato come prigioniero su uno dei primi treni della ferrovia. Il racconto spiega lo schema universale del Colonialismo, ma anche come i colonizzatori ricevano aiuto dal figlio di un contadino per spianare la strada allo sfruttamento del territorio. Il tutto viene rinforzato dal perfetto e maturo linguaggio dell’autrice.
Una biografia di Sara Lidman venne pubblicata nel 1998 da Brigitta Holm, con il titolo: Sara – i liv och text (edizione ripubblicata e rivista nel 2005). Un archivio personale della Lidman si trova al Forskningsarkivet, presso la biblioteca universitaria di Umeå. Sara Lidman è sepolta nella tomba di famiglia presso il suo paese natale nel Västerbotten, nel cimitero di Österjön. Sulla sua lapide è incisa la parola ‘Vivi’.

## Sara Lidman nelle arti
Sara Lidman è stata anche soggetto di altre espressioni artistiche. Ella figura in uno dei dieci bassorilievi di Siri Dekert, intitolati Sverigeväggen, costruiti nei pressi del Kungsträdgården dal 1967 al 1969. Sara Lidman è anche una delle persone raffigurate nella scultura Efter badet di Pye Engström che, a partire dal 1976, è esposta fuori dal Västertorpsbadet a Stoccolma. A Umeå è stata inaugurata l’opera Lev!, nel 2012, un sottopassaggio lungo 170 metri, completamente in vetro, sotto la stazione centrale di Umeå, decorato con citazioni della Lidman stessa. La poesia Sara Sara Sara – Starka kvinnor pinkar stående, di America Vera-Zavala, è stata messa in scena al Västerbottensteatern (2014) e allo Stadsteater di Stoccolma (2015).

## Designazioni
- Membro della Samfundet De Nio, poltrona numero 8, 1955 – 1963
- Laurea Honoris Causa in filosofia, presso l’Università di Umeå nel 1978
- Eletta nella Kungliga Skytteanska Samfundet nel 1989
- Le è stato conferito il titolo di "professors namn" (titolo onorifico proprio della Svezia e della Finlandia), nel 1999

## Opere[9]
- 1953 – Tjärdalen (romanzo)
- 1955 – Hjortronlandet (romanzo)
- 1958 – Regnspiran (romanzo)
- 1960 – Bära mistel (romanzo)
- 1961 – Jag och min son (romanzo)
- 1963 – Jag och min son (romanzo, versione redatta)
- 1964 – Med fem diamanter (romanzo)
- 1966 – Samtal i Hanoi (reportage)
- 1968 – Gruva. Bild Odd Uhrbom (libro intervista)
- 1969 – Gruva. Bild Odd Uhrbom (versione estesa)
- 1969 – Vänner och u-vänner (articoli selezionati)
- 1970 – Marta Marta (opera teatrale)
- 1972 – Fåglarna i Nam Dinh (articoli sul Vietnam)
- 1977 – Din tjänare hör (romanzo)
- 1979 – Vredens barn (romanzo)
- 1980 – Varje löv är ett öga (articoli selezionati)
- 1980 – Nabots sten (romanzo)
- 1980 – Den underbare mannen (romanzo)
- 1980 – Järnkronan (romanzo)
- 1980 – ...och trädet svarade (articoli selezionati)
- 1996 – Lifsens rot (romanzo)
- 1999 – Oskuldens minut (romanzo)
- 2003 – Kropp och skäl (diversi articoli)

## Premi e riconoscimenti
- 1953 – Premio letterario Svenska Dagbladets
- 1956 – Targa BMF per Hjortronlandet
- 1956 – Finanziamento letterario Landsbygdens
- 1956 – Borsa di studio Boklotteriet
- 1957 – Borsa di studio Boklotteriet
- 1961 – Premio Doblougska
- 1964 – VI premio letterario Tidningen
- 1964 – Premio letterario Östersunds-Postens
- 1967 – Borsa di studio Litteraturfrämjandet
- 1968 – Premio finale Litteraturfrämjandet
- 1977 – Premio finale De Nios
- 1979 – Premio Zorn
- 1980 – Premio letterario nordico per Vredens barn
- 1985 – Premio letterario Stiftelsen Selma Lagerlöf
- 1986 – Premio finale Litteraturfrämjandet
- 1987 – Targa Hedenvind
- 1991 – Premio Aniara
- 1992 – Premio Ivar Lo
- 1993 – Premio Harry Martinson
- 1993 – Premio Gerard Bonniers
- 1996 – Premio Moa
- 1997 – Litteris et Artibus
- 1998 – Stig Sjödinpriset
- 1998 – Premio Sixten Heymans
- 1999 – Pilotpriset
- 1999 – Professors namn
- 1999 – Svenska talarpriset
- 2001 – Premio personale Ivar Lo-Johansson